# Sedentarisme

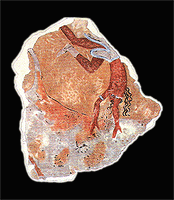
Fragment d'un fresc de la civilització minoica

El sedentarisme és la forma més recent de població humana en la qual una societat deixa de ser nòmada per a establir-se de manera definitiva en una localitat determinada a la qual considera com seva. El procés entre el nomadisme i el sedentarisme començà en el Neolític o en la revolució agrícola fa aproximadament 10 mil anys, de manera generalitzada en tots els continents, inclosa Amèrica durant el seu període formatiu, primer a l'Orient Mitjà, i es va consolidar definitivament amb la fundació de les primeres ciutats.

## Motius del sedentarisme
Arribar al sedentarisme no va ser un procés fàcil. L'antiguitat del nomadisme diu per si mateix que, per més de dos milions d'anys, l'ésser humà no va considerar el sedentarisme com una forma vàlida de subsistència. La presència contemporània de tribus nòmades diu també que el nomadisme és un procés humà natural i les tribus en aquesta condició no pensen que viuen en una condició "anormal" o quelcom per l'estil. Han estat les societats sedentàries contemporànies les que pressionen en moltes ocasions les cultures nòmades a això de manera arbitrària. La raó principal per la qual molts pobles nòmades es van fer sedentaris es troben en un dels descobriments més importants de la humanitat: l'agricultura. Entre la tribu nòmada i la tribu sedentària van passar moltes generacions, molts experiments i, fins i tot, tornades al nomadisme, fins que un determinat grup es va establir definitivament en una localitat. Aquest procés va tenir lloc en un temps situat al final de l'Holocè, és a dir, quan va acabar l'última glaciació, fa uns aproximadament 10 mil anys, i el planeta va arribar a majors graus de temperatura. Les primeres cultures agrícoles, segons les troballes arqueològiques, se situen en l'Orient Mitjà, on es desenvoluparien les primeres ciutats. Però l'escalfament global del planeta fa 10 mil anys va generar un procés similar en tots els continents, que va tenir com a conseqüència que moltes tribus s'establissin en determinats llocs i donessin inici a les anomenades civilitzacions de l'antiguitat. Els sedentaris tenen un líder absolut.

## Ciutat
La ciutat representa l'element principal de la societat sedentària. És conseqüència directa de l'assentament definitiu d'un grup humà en un territori determinat. L'agricultura va permetre que la tribu es detingués per a cuidar del procés de sembrats i la domesticació d'animals. Això va implicar el treball, però també el temps d'espera, de com neix un desenvolupament cultural determinat com l'escriptura, el registre del temps (calendari), les matemàtiques, les observacions astronòmiques, i el comerç amb altres tribus. L'agricultura també comporta que la tribu tingui certes possessions que ha de cuidar de les ambicions d'altres tribus i, per primera vegada, la humanitat construïx fortaleses i muralles. Existeixen vestigis de muralles en tot l'Orient Mitjà amb datacions de més de 10 mil anys i en molts casos aquestes són l'únic vestigi que prova la presència d'una ciutat. La societat agrària, en nom de protegir i administrar la producció, crea les relacions de classe i posició social, que en el nomadisme són menys complicades, i d'aquí neix el dirigent de la ciutat. Les primeres ciutats van ser autònomes, tribals; depenien de si mateixes i els individus s'aliaven amb uns altres en casos circumstancials: com les polis de Grècia, Fenícia i els maies, entre d'altres. El desenvolupament d'estats més complexos naixeria del poder creixent d'una determinada ciutat, que acabaria per dominar les ciutats veïnes i crear una unitat política més gran. Casos com aquest es donarien primer en territoris com Egipte i Xina, entre d'altres. Els imperis serien el súmmum del poder creixent d'un d'aquests estats que, ja no sols controlaria les ciutats i la població d'un territori (regne), sinó que tendiria a controlar altres estats veïns, com el cas de la Xina, l'Imperi Romà, l'Imperi Asteca o l'Imperi Inca, entre d'altres.

### Webografia
- Emily A. Schultz, Robert H. Lavenda. The Consequences of Domestication and Sedentism Arxivat 2009-07-15 a Wayback Machine.. From a college textbook - Anthropology: A Perspective on the Human Condition Second Edition. p 196–200
- Keith Weber, Shannon Horst. 2011. Desertification and livestock grazing: The roles of sedentarization, mobility and rest